# Ruth Hofmann (Rechtswissenschaftlerin)
Ruth Hofmann (* 2. Januar 1933 in München; † 11. Dezember 2016) war eine deutsche Rechtswissenschaftlerin und Finanzjuristin. Sie war von 1976 bis 1998 Richterin am Bundesfinanzhof. 

## Leben
Hofmann wurde 1933 als Tochter des Fachanwalts für Steuerrecht Carl Boettcher und der Rechtsanwältin Gerda Boettcher in München geboren. Ihr Großvater war Enno Becker, der die Reichsabgabenordnung von 1919 entwarf und später als Senatspräsident am Reichsfinanzhof wirkte. 
Im Jahre 1952 nahm sie an der Universität München ein Studium der Rechts- und Staatswissenschaften auf. 1958 wurde sie mit einer Dissertation mit dem Titel „Zur körperschaftsteuerlichen Behandlung von Organschaften“ zum Dr. iur. promoviert. Ihre berufliche Laufbahn begann sie im Juli 1960 als Finanzassessorin in der bayerischen Finanzverwaltung. Bereits damals hegte sie den Wunsch, später als Finanzrichterin zu arbeiten.  
Anfang 1962 erfolgte ihre Versetzung als Sachgebietsleiterin an das neu errichtete Finanzamt München für Grundbesitz und Verkehrsteuern. 1968 wurde sie zur Richterin am Finanzgericht München berufen. Sie war die erste Frau, die ein Richteramt in der bayerischen Finanzgerichtsbarkeit ausübte. Während dieser Zeit war sie vorwiegend mit Rechtsstreitigkeiten im Zusammenhang mit Verkehrsteuern, der Einheitswertfeststellung für den Grundbesitz und der Hypothekengewinnabgabe befasst. 
Nach ihrer Wahl durch den Richterwahlausschuss 1975 wurde sie am 1. Februar 1976 zur Richterin am Bundesfinanzhof ernannt. Hier gehörte sie zunächst dem für die Umsatzsteuer zuständigen V. Senat an. Nach zwei Jahren wechselte sie in den II. Senat, dessen Aufgabengebiet die Verkehrsteuern und die Einheitsbewertung waren. Diesem Senat sollte sie, von einer durch die angespannte Geschäftslage bedingten Zuweisung zum V. Senat für die Geschäftsjahre 1983 und 1984 abgesehen, bis zum Ende ihrer Richtertätigkeit verbunden bleiben. Am 1. Juni 1991 übernahm sie den Vorsitz dieses Senats, womit erstmals einer Frau das Amt einer Vorsitzenden Richterin am Bundesfinanzhof übertragen wurde. Im Januar 1998 trat sie in den Ruhestand. 
Ab 1983 war sie lange Jahre Mitglied des wissenschaftlichen Beirates der Deutschen Steuerjuristischen Gesellschaft.

## Werk
Unter ihrer Mitwirkung fällte der II. Senat beispielsweise eine Vielzahl von Urteilen zum einheitlichen Vertragsgegenstand bei der Grunderwerbsteuer. Unter ihrem Vorsitz sind u. a. die Entscheidung zur schenkungssteuerrechtlichen Beurteilung von unentgeltlichen Zuwendungen unter Ehegatten und zur Anwendbarkeit des Vermögensteuergesetzes auf die bis 31. Dezember 1996 verwirklichten Tatbestände ergangen.
Viele Jahre befasste sie sich mit der Neubearbeitung des Grunderwerbsteuerergesetzes 1940 in dem von Walter Schultze und Karl Förger herausgegebenen Grunderwerbsteuerkommentar. Ebenso wirkte sie fast 30 Jahre bis zur 1995 publizierten 17. Auflage am von Rolf Kühn begründeten Kommentar zur Abgaben- und Finanzgerichtsordnung mit. Das Werk wurde später unter dem Namen „Kühn/Hofmann“ publiziert und von ihr nach Kühns Ausscheiden in alleiniger Verantwortung betreut. Seit 1986 veröffentlichte sie einen Kommentar zum 1983 neugefassten Grunderwerbsteuerergesetz, den sie seit der 6. Auflage 2001 gemeinsam mit ihrer Tochter Gerda Hofmann bearbeitete und der 2014 in der 10. Auflage erschienen ist.